# Карасай (Зайсанський район)
Караса́й (каз. Қарасай) — село у складі Зайсанського району Східноказахстанської області Казахстану. Входить до складу Шиліктинського сільського округу.
Населення — 74 особи (2021; 136 у 2009, 222 у 1999, 230 у 1989).
Національний склад станом на 1989 рік:
- казахи — 100 %